# Рубин Тимура
Рубин Тимура (англ. Timur ruby) — знаменитый исторический драгоценный камень, входящий на данный момент в Королевскую коллекцию королевской семьи Великобритании. Название дано в честь Тамерлана, во владении которого этот камень впервые появляется в исторических источниках. Название рубин является ошибочным — на самом деле камень является красной благородной шпинелью. Во многих языках Востока этот камень называется «лал», но на европейские языки это слово долго ошибочно переводили, как «рубин», поэтому для европейской науки истина была установлена только после экспертизы в 1851 году.
Масса камня 352,54 карата, он входит в ожерелье из более мелких шпинелей и бриллиантов. Рубин Тимура отполирован, на его поверхности выгравированы многочисленные персидские надписи, позволяющие проследить его историю.
Как и многие другие древние драгоценные камни, рубин Тимура просверлен для того, чтобы его можно было носить на шнурке.

## Известные названия
На Востоке этот камень известен под названием «Хирадж-и Алам» («Дань мира»). Надир-шах после разграбления Дели назвал его «Айн аль-Хур» («Око гурии»), а в Афганистане он был известен как «Фахрадж» («Бесподобный»).

## История камня
О рубине Тимура ничего не известно до того, как он, по сообщению индийского историка Феришты, попал в руки Тамерлана, когда тот разграбил Дели в 1398-1399 годах. Камень оставался в руках династии Тимуридов около полутора столетий. В какой-то момент он перешёл к иранской династии Сефевидов, а в 1612 году шах Аббас I подарил его потомку Тимура, могольскому падишаху Джахангиру, с которым много лет поддерживал дружеские отношения. По свидетельству могольского историка Инаят-хана, в тот момент, когда камень был подарен Джахангиру, на нём были выгравированы имена Тимуридов: Мир Шахрух, Мирза Улугбек и Абд аль-Латиф. Абд аль-Хамид Лахори в параллельной хронике приводит другой перечень: Сахиб Киран, Мир Шахрух и Мирза Улугбек. Сейчас этих гравировок на рубине Тимура нет — видимо, кто-то из последующих владельцев распорядился убрать их. Новая гравировка была добавлена по велению Джахангира — он распорядился написать на камне своё имя и почётный титул. Александр Доу на основании индийских рассказов писал, что когда любимая жена Нур-Джахан упрекнула Джахангира в том, что он испортил красоту и блеск камня, Джахангир ответил: «Этот камень, возможно, пронесёт моё имя дальше во времени, чем империю дома Тимура». Впоследствии гравировки со своим именем или титулом наносили падишахи Шах-Джахан, Аурангзеб и Фаррух-Сияр. Начиная с правления Шах-Джахана, рубин Тимура был частью драгоценного Павлиньего трона — он находился в углублении для подушки, которая служила сиденьем падишаха.
В 1739 году, во время правления падишаха Мухаммада, в Северо-Западную Индию вторглись войска персов во главе с Надир-шахом. Они захватили и вывезли в Исфахан все сокровища Моголов, в том числе Павлиний трон, из которого было извлечено золото и драгоценные камни. Надир-шах приказал нанести на рубин Тимура гравировку в честь этого события — это самая большая и заметная из всех гравировок на нём — и носил его в одном из своих драгоценных браслетов, базубандов. В неразберихе, последовавшей за убийством Надир-шаха в 1747 году, камнем завладел один из военачальников Надир-шаха, будущий основатель Дурранийской империи Ахмад-шах Дуррани; его имя — последнее, выгравированное на рубине Тимура. Источники по-разному освещают это событие: индийский историк Махмуд аль-Мультани в своём труде «Тарих-и Ахмадшахи» пишет, что Ахмад-шах разграбил ставку Надир-шаха, захватив даже драгоценности, принадлежавшие жёнам гарема, в то время, как афганский историк Файз-Мухаммад в «Сирадж ат-таварих» утверждает, что старшая жена гарема сама отдала афганцам Кух-и Нур и Фахрадж в благодарность за спасение от рук разъярённых кызылбашей и афшаров.
Сам Ахмад не носил драгоценных камней, вероятно, они просто хранились в его казне. Его наследник, Тимур-Шах Дуррани, напротив, любил роскошные одеяния. Его верхнее платье было расшито самоцветами. Кух-и Нур он носил на правом плече, а рубин Фахрадж — на левом рукаве выше локтя. От Тимура оба камня достались его сыну, Шах-Заману. Шах-Заман постоянно ходил в походы против мятежных племён и внешних врагов и из опасения потерять свою казну в результате предательства держал её при себе. Он был обязан вступлением на престол стараниям Серефраз-хана, старейшины сильного племени Баракзай, но в 1799 году Шах-Заман приказал казнить Серефраз-хана и тем восстановил против себя всех баракзаев, которые перешли на сторону брата Шах-Замана, Махмуд-шаха, боровшегося за престол. В 1801 году, оставив последовательно Кандагар и Кабул и потерпев несколько поражений от войск Махмуда и союзных ему племён, Шах-Заман направлялся в Пешавар, которым управлял ещё один сын Тимур-шаха, Шуджа-шах, в надежде найти у того поддержку. По пути он остановился на ночлег в крепости некого Ашика из племени Шинвари, которому ранее оказывал много милостей. Этот человек радушно принял путников, но сам тайно известил Махмуда и запер ворота снаружи, чтобы Шах-Заман со своими воинами не смог покинуть крепость. Когда Шах-Заман понял, что оказался в ловушке, он спрятал Кух-и Нур в щели в стене одной из комнат крепости, а рубин Фахрадж бросил в ручей. Махмуд приказал ослепить захваченного брата, но не смог добиться от него признания, куда он дел знаменитые камни. Спустя два года, когда Махмуд не смог добиться преданности племён и удержаться на троне, к власти пришёл Шуджа-шах и освободил брата из заключения, после чего Шах-Заман открыл Шудже свою тайну, и люди Шуджи нашли Кух-и Нур и Фахрадж и вернули их в сокровищницу.
В 1809 году баракзаи снова возвели на престол Махмуда, а свергнутый Шуджа отправился в изгнание в Пенджаб. Там он обратился за помощью к Ранджиту Сингху, махарадже Сикхской империи. Ранджит лично с большой любезностью принял Шуджу в Сахивале и даже дал ему сикхский отряд для отвоевания Мултана. Навабом Мултана был Музаффар-хан, который происходил из того же племени, что и Шуджа — Садозай. Музаффара после изгнания из Мултана сикхов в 1780 году назначил навабом Тимур-шах, но с тех пор он стал фактически независимым правителем. Сначала Шуджа отправил в Мултан свой гарем. Женщин изящно приняли и предоставили им помещения в цитадели. Спустя два месяца Шуджа сам прибыл к городским воротам и потребовал, чтобы ему разрешили войти вместе с тысячным сикхским отрядом. Он отправил Музаффару послание, в котором говорил, что наваб должен внимательно относиться к своему положению и позволить ему проживать в крепости со своей семьей и готовиться к возвращению трона. Музаффар-хан отверг это требование и передал Шудже, что он должен перестать быть пешкой Ранджита. После этой неудачи Шуджа атаковал и захватил Пешавар, но в 1811 году был низложен и к 1813 году находился в плену у собственного визиря, властителя Кашмира Атта Мухамммад-хана.

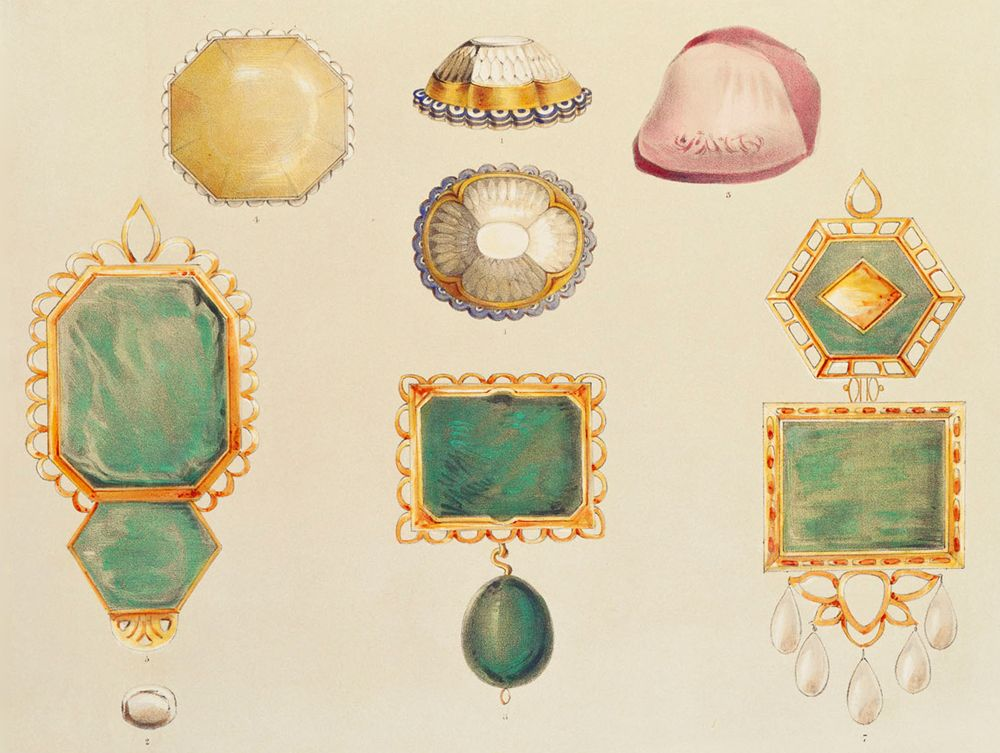
Фрагмент литографии Эмили Иден, изображающий сокровища Ранджита Синха. Рубин Тимура в правом верхнем углу.

Гарем Шуджи и его сокровищница к этому времени нашли убежище в Лахоре, столице Ранджита Сингха. Ранджит настаивал на том, чтобы ему немедленно отдали алмаз Кух-и Нур, с одной стороны обещая освободить Шуджу-шаха и передать под его управление Кашмир, а с другой угрожая силой отнять алмаз и сделать дочерей Шуджи своими наложницами. Старшая жена Шуджи, Вуффа Бегум, в ответ пригрозила, что истолчёт алмаз в ступке и сначала даст его своим дочерям и тем, кто находится под её защитой, а затем проглотит его сама, говоря при этом: «Пусть кровь всех нас будет на твоей голове!» Она также добивалась разрешения переехать на британскую территорию, но Ранджит продолжал удерживать женщин под охраной в Лахоре.
В конце 1812 года визирь Махмуд-шаха, Фатх-хан Баракзай, пересёк с войском реку Инд, чтобы совершить набег на Кашмир и захватить Шуджу. Сикхи, давно подготавливавшие собственное вторжение в Кашмир, присоединились к походу в обмен на треть добычи. Атта Мухаммад-хан не оказал сопротивления ни одной из армий, и в феврале 1813 года афганцы и сикхи захватили Хари Парбат и Шергарх, но Фатх-хан отказался делиться добычей. Шуджа-шах предпочёл отправиться с сикхами в Лахор, из страха стать пленником в Кабуле и желая воссоединиться с семьёй. Ранджит Сингх поселил Шуджу отдельно от его семьи и запретил шаху и его жёнам посещать друг друга. Он продолжал вымогать Кух-и Нур, но Шуджа неизменно отвечал, что готов отдать камень, но только при условии заключения твёрдой договорённости о дружбе. Наконец, Ранджит лично явился на встречу, принёс подписанный документ, торжественно произнёс слова дружбы и единства, опустил руки в шафрановую воду, чтобы оставить на документе отпечаток своей ладони, поклялся священной книгой сикхов «Ади Грантх», гуру Баба Нанаком и собственным боевым мечом и обменялся с Шуджей тюрбанами, что у сикхов является знаком вечной дружбы. По договору Ранджит Сингх обязывался передать Шудже и его потомкам в вечное управление три провинции и оказать военную помощь в возвращении престола Кабула. После этого Кух-и Нур был отдан, но, несмотря на это, Ранджит не торопился выполнять условия договора, более того, он распорядился отнять у Шуджи все ювелирные украшения и драгоценные камни и даже прислал служанок, которые обыскали гарем шаха и забрали всё ценное, оставив женщинам только одежду, которая была на них. После этого в руки Сингха попал и рубин Тимура.
В 1836 году Лахор посетил австрийский дипломат, исследователь и путешественник Карл фон Хюгель. Он видел рубин Тимура инкрустированным в луку седла, которое благодаря этому показалось ему особенно достойным внимания. В 1838-1839 годах столицу Ранджита Сингха посещал генерал-губернатор Индии Джордж Иден, 1-й граф Окленд, которого сопровождала его сестра, Эмили Иден. Мисс Иден сделала эскизы самых выдающихся драгоценностей, принадлежащих правителю сикхов, среди которых есть точное изображение рубина Тимура. Уже после смерти Ранджита Сингха венгерский художник Август Шеффт написал портрет его сына, махараджи Шер Сингха, в ожерелье с рубином Тимура.
После завершения Второй Англо-Сикхской войны казна сикхов была конфискована в пользу Ост-Индской компании. Официальные лица, которым было поручено систематизировать и каталогизировать коллекцию, не проводили тщательного изучения отдельных камней. Только Кух-и Нур, не вошедший в числе трофеев Ост-Индской компании и по договорённости с юным махараджой Далипом Сингхом предназначенный для передачи от его имени лично королеве Виктории, был идентифицирован и отправлен в Англию со специальным офицером. Некоторые другие особо ценные драгоценные камни и предметы, в том числе рубин Тимура, были упакованы в Лахоре и отправлены в Лондон через Карачи и Бомбей. Они экспонировались на Всемирной выставке 1851 года, и когда она была закрыта, совет директоров Ост-Индской компании подарил рубин Тимура вместе с несколькими жемчужинами и изумрудным поясом королеве Виктории. В 1853 году камень был вставлен в ожерелье, сделанное ювелирной компанией R & S Garrard. Вскоре после этого ожерелье модифицировали, чтобы рубин Тимура в качестве центрального камня можно было заменять на Кух-и Нур, а также носить оба камня в виде подвески, два меньших бриллианта из ожерелья можно было носить как серьги.
В 1882 году махараджа Далип Сингх, который на момент аннексии Пенджаба был ребёнком, попытался опротестовать конфискацию содержимого сокровищницы махараджей, Тошаханы, включая и рубин Тимура, на том основании, что по условиям мирного соглашения должна была быть конфискована только государственная собственность, а в Тошахане хранилось личное имущество махараджи. Он указывал на то, что раз его согласие потребовалось для передачи и присвоения Кух-и Нура, то оно также должно было потребоваться и для присвоения остальных драгоценностей Тошаханы, и таким образом командующий британской армией, лорд Далхаузи, злоупотребил своими полномочиями. Однако, Далип не добился успеха.
В 1894 году английский исследователь Валентайн Болл упомянул рубин Тимура, который считал исчезнувшим, в своём докладе на тему гравированных шпинелей в Ирландской королевской академии в Дублине. Спустя восемь лет подполковник Британской армии Джеймс Данлоп Смит и служащий Совета Индии Мирза Аббас Али Бег изучили надписи на камне в королевском ожерелье и установили, что это тот самый рубин Тимура, который считался утерянным.
Ожерелье с рубином Тимура редко носилось и к настоящему моменту уже долгое время не покидает Индийскую комнату Букингемского дворца.

## Гравировки
| Порядковый номер | Текст | Дата по хиджре | Дата от Р. Х. |
| ---------------- | --- | -------------- | ------------- |
| 1                | Шах Акбар Джахангир-шах | 1021           | 1612          |
| 2                | Сахиб Киран Сани | 1038           | 1628          |
| 3                | Аламгир-шах | 1070           | 1659          |
| 4                | Бадшах Гази Мухаммад Фаррух-Сияр | 1125           | 1713          |
| 5                | Это лал из числа двадцати пяти тысяч подлинных драгоценностей царя царей султана Сахиба Кирана, который в 1153 году из сокровищницы Индостана добрался до этого места | 1153           | 1740          |
| 6                | Ахмад-шах Дур-и Дуран | 1168           | 1754          |

## Неверная атрибутация
Под названием «Рубин Тимура» в разных источниках фигурирует другой камень — Талисман Трона.